# Hexactinèl·lides

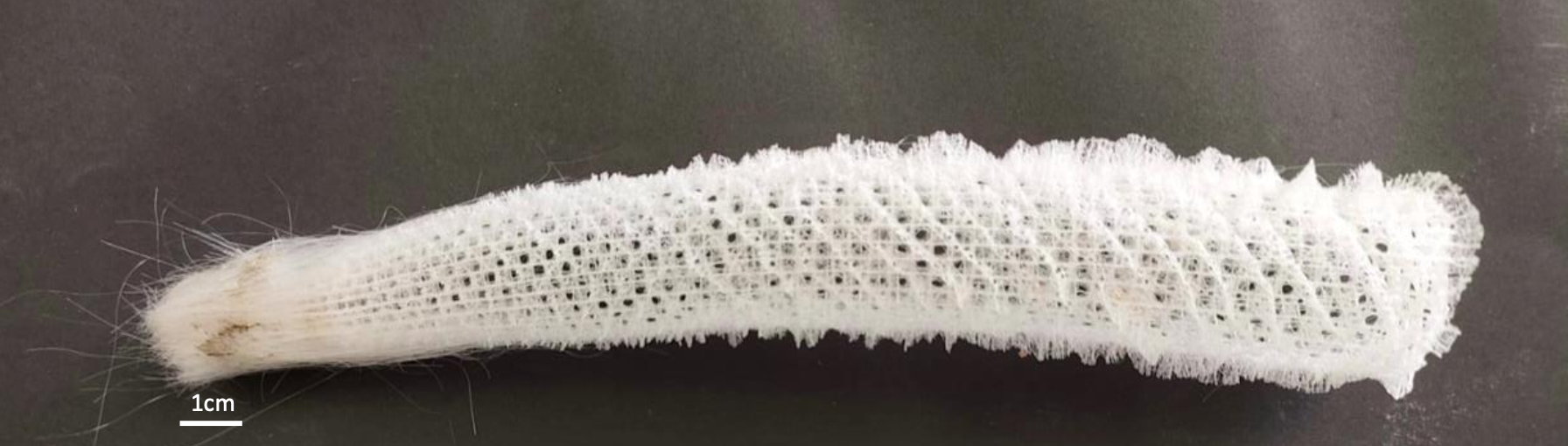
Esquelet actual d’una esponja hexactinèl·lida (Illes Filipines) Euplectella aspergillum

Les esponges hexactinèl·lides són una classe del fílum Porifera i tenen un esquelet espicular silícic que els dona un aspecte vitri. És per aquest motiu que es coneixen vulgarment com a esponges vítries. Actualment es coneixen entre 500 i 600 espècies d’aquesta classe.

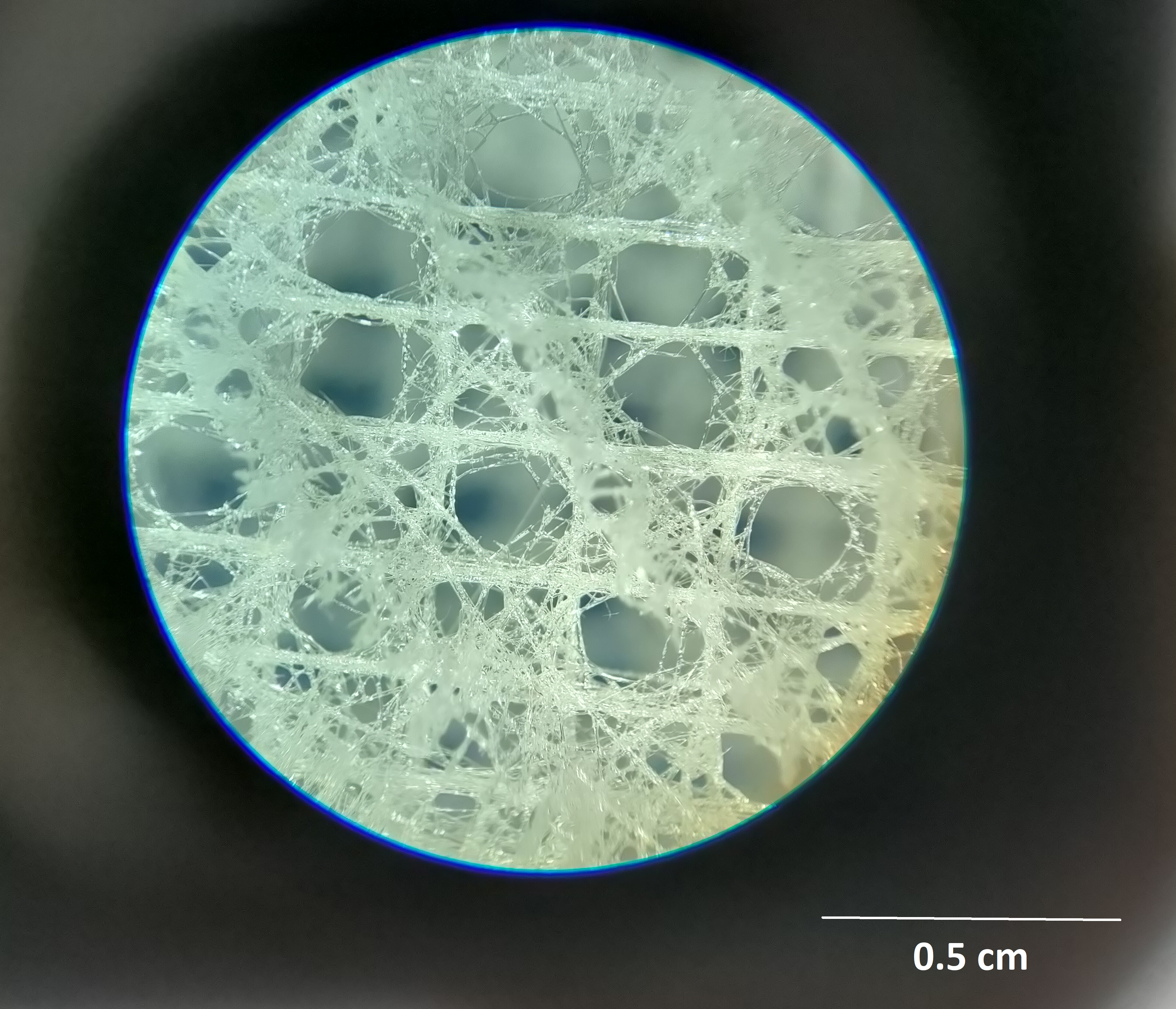
Visió de l'esquelet espicular d'una esponja hexactinèl·lida al microscopi òptic (Euplectella aspergillum)

## Morfologia de l'esquelet
Les esponges hexactinèl·lides tenen un esquelet format per espícules. Aquestes poden ser de diverses mides, des de poques micres fins a alguns centímetres. Les més importants són les megascleres, ja que són les que constitueixen la trama esquelètica de l'organisme. Les microscleres, que deriven de les megascleres, no formen una xarxa espicular, estan aïllades dins la part orgànica i la seva terminologia fa referència a la seva morfologia.
Generalment, les espícules estan dotades d’un canal central de secció quadrada i es poden trobar en nombrosos grups a la secció basal que serveixen per ancorar l'esponja al substrat, sobretot en sediments tous.
Les hexactinèl·lides són esponges radialment simètriques i “hexaxòniques” (sis radis) amb formes similars a un embut que es fixen al substrat rocós mitjançant una arrel d’espícules. Mesuren entre 7.5 cm. i 1.3 m. i l'estructura bàsica del seu esquelet té sis radis que es fusionen entre ells i acaben formant una xarxa que suporta el teixit viu. Aquestes esponges tenen dos tipus d’organització: sícon, que tenen una morfologia radiada en canals radials i a la qual pertanyen les hialosponges i les esponges vítries; i lèucon, les quals, manquen de simetria radiada i posseeixen nombroses cambres vibràtils.
L'organització del cos de les hexactinèl·lides és molt diferent al de les altres esponges, ja que aquestes manquen de pinacoderm, de mesoglea i de coanoderm diferenciats com els que presenten les esponges Calcáreas i Demosponges. Les superfícies exposades a l’aigua no estan, per tant, cobertes per un pinacoderm sinó per una capa sincitial a través de la qual surten llargues espícules.

## Paleoecologia
Les Hexactinèl·lides son esponges silíciques que viuen en zones marines profundes d’aigües fredes. Es troben normalment enganxades en el substrat rocós o en substrat tou (com el fangosos). Poden formar una part important de la biomassa marina.
Els primers fòssils daten del Ediacarià(634 -542 Ma), i trobem les seves restes fòssils en roques d’Austràlia, Xina i Mongòlia. Durant el Cambrià es coneixen hexactinèl·lides de formes molt simples arreu del món. Però durant el Cretaci arriben al seu pic màxim de diversificació, i es creu que van haver-hi fins a unes 300.000 espècies d'hexactinèl·lides. Actualment formen el 7% del total de les esponges que existeixen en el món.
Dins de les hexactinèl·lides es pot destacar dos grups principals: Amphidiscophora (Ediacarià – Actual) i Hexasteròfor (Ordovicià - Actual).
L’ Amphidiscophora es el grup més antic de tots i dins d’ell es pot destacar alguns subgrups: Protoesponges (Ediacarià/Premià) que nomes tenien una única capa d’espícules, i un subgrup que es troba encara actualment que són els Amphidiscophora, prové de l’Ordovicià, i la seva característica principal es que viu en el substrat tou amb l’ajuda d’un peduncle.
Les hexasteròfors es poden dividir en tres grups principals: Els Lyssacinosida (Ordovicià), els Hexocinasa (Devonià) i els Lychniscosa (Triàsic). Aquest grup te la particularitat de tenir espícules de sis radis superposats.
Les esponges hexactinèl·lides no han patit cap canvi morfològic important al llarg de la seva història evolutiva.
Un grup d’esponges hexactinèl·lides, són les anomenades esponges de vidre, que últimament són les més estudiades per els científics, per les seves propietats òptiques i estructurals del seu esquelet. També es caracteritzen per no tenir sistema nerviós i poder conduir els seus impulsos nerviosos. Per això son bons models per estudiar l'evolució de les esponges. 

## Registre fòssil a Catalunya
Actualment la zona que ocupa Osona, més concretament a Tona, Vic, Gurb, Vespella, i Sta. Cecilia, és dels pocs llocs amb registre fòssil d'hexectinèl·lides (Guettardiscyphia thiolati) a Catalunya, dins de materials de margues i gresos de la comarca. Tot i això es pot trobar registre d'aquestes esponjes en les següents poblacions:
- Castellet (Can Cassanyes)
- Rasquera (Terracuques de Llebre Rasquera)
- Tortosa (Milers)
- Coll de Nargó (Valldarques)
- La Pobla de l'Illet (Ermita de Falgars)

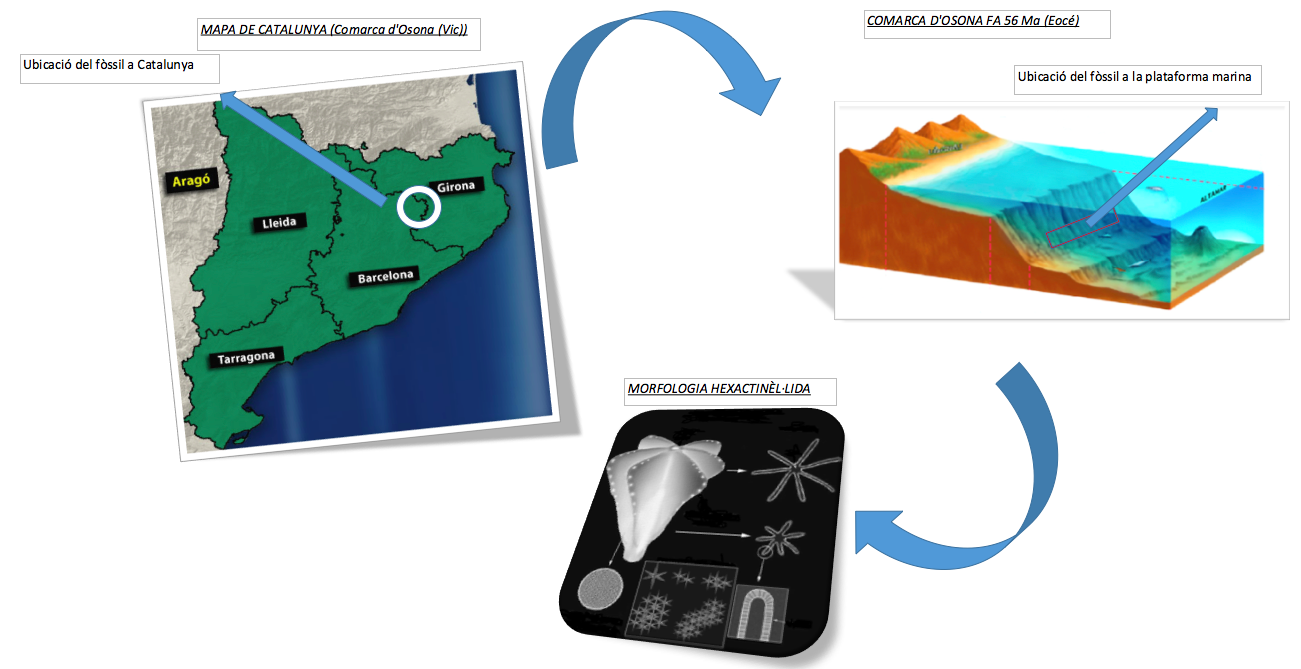
Mapa conceptual de les esponges hexactinèl·lides a Catalunya

El que es pugui trobar registre fòssil d'hexactinèl·lides en aquests llocs es deu al fet que tota la conca de Vic estava ocupada per un mar d'influència Atlàntica fa uns 35 Ma.
Aquesta conca es va formar per col·lisió entre la Placa Africana i la Placa Europea. La Placa Ibèrica es trobava entre aquestes dues i a causa del xoc es van originar els Pirineus, la Serralada Litoral Catalana i les Bètiques. Paleogràficament aquest mar que ocupava la conca de Vic tenia forma de cul de sac i estava delimitat pels Pirineus en el nord, per la Serralada Lititoral i el Montseny a l'est i pel massís Ibèric al sud-oest. Aquesta configuració del territori és la que va proporciona l’alta biodiversitat en la zona i el futur registre fòssil d'aquests.
Les hexactinèl·lides són un grup d'esponges que es situen entre els 200 i 2000 metres de profunditat, la conca de vic es troba a un 400 metres per sobre el nivell del mar això pot donar informació de la profunditat en la que vivien les hexactinèl·lides amb registre fòssil en la conca de Vic.

El descobriment d’aquests fòssils a Catalunya comporta la historia geológica de Catalunya i la determinació del paleoambient i material geològic de la zona.

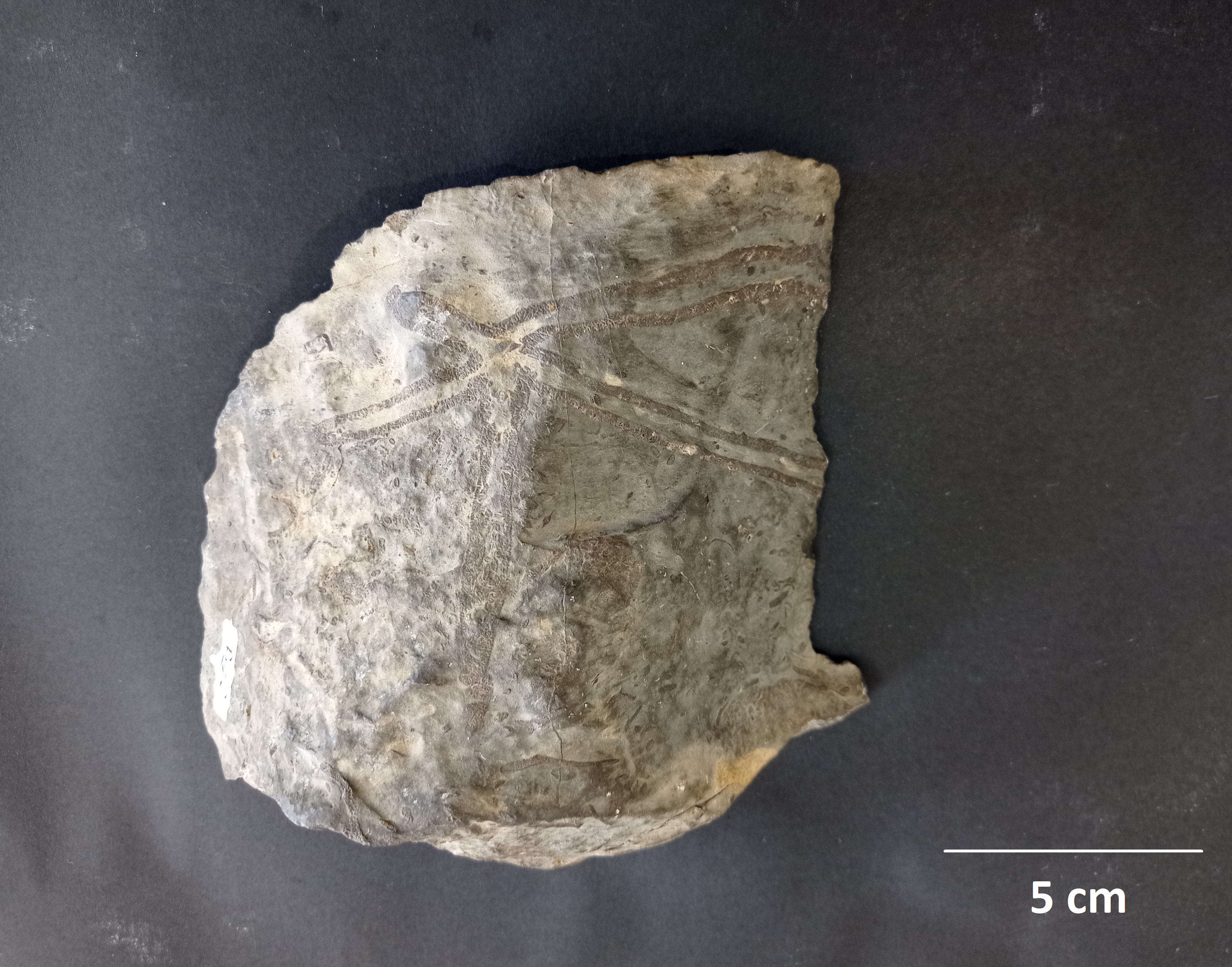
Guettardiscyphia thiolati, Gurb (Eocè)

El grup Guettardiscyphia thiolati es troba en uns afloraments d’arenisques i margues.
Descripció de l’aforament:
Aquest aflorament es pot veure en la zona de la Noguera i de Sant Bartolomeu del Grau. Les arenisques tabulars tenen un gruix màxim de 30 cm i una potència total de 10 m en la Noguera i 30 m en Sant Bartolomeu del Grau. Molts dels nivells d’aquestes arenisques presenten seqüències turbidítiques degut a que s'han depositat per corrents de terbolesa. Presenten també granoselecció decreixent i estructures d’atracció al sostre.
A part d’aquestes arenisques s'ha cartografiat un nivell de margues negres sense funa visible de 15 m de potència.
A sobre d’aquest nivells margosos apareix un altre potent paquet d’arenisques, arenisques de Sant Sebastià, que formen un ressalt morfològic important en l’àrea occidental de la Plana de Vic. La potència d’aquest tram no sobrepassa els 20 m. Es tracta de nivells d’arenisques tabulars, massives amb intervals que contenen trams amb ripples i trams lutítics. En aquests estrats de margues i arenisques s'aprecien registres fòssils de porífers i algues vermelles.

## Taxonomia
La classe Hexactinellida inclou dues subclasses i sis ordres, però la seva classificació no és definitiva ja que alguns dels ordes clàssic probablement no siguin monofilètics:
- Subclasse Amphidiscophora
  - Ordre Amphidiscosida
- Subclasse Hexasterophora
  - Ordre Aulocalycoida (no monofilètic)
  - Ordre Hexactinosida (no monofilètic)
  - Ordre Lychniscosida
  - Ordre Lyssacinosida
  - Ordre Sceptrulophora